# Étalle, Virton
Étalle là một đô thị của Bỉ. Đô thị này nằm ở tỉnh Luxembourg, vùng Wallonie.
Ngày 1 tháng 1 năm 2007, đô thị này có diện tích 78,1 km², có dân số 5.389 người với mật độ dân số 69 người trên mỗi km².